# Antonio Trinetti
Antonio Trinetti detto Canapetta (Allumiere, 27 giugno 1936 – Allumiere, 10 luglio 1992) è stato un fantino italiano.

## L'esordio a Siena
Antonio Trinetti debuttò al Palio di Siena nel 1959, sotto i colori dell'Onda. Fu il Priore di quest'ultima, Lelio Barbarulli, a scegliere per lui il soprannome Canapetta.
Nei primi anni si legò principalmente a Lupa e Tartuca, ma fu col Drago che arrivò la prima delle sue tre vittorie al Palio, nel 1962. La cavalla montata era Beatrice, di Benito Giachetti, con la quale vincerà anche quattro anni dopo, per la Chiocciola.

## La vittoria del 1966
La vittoria nell'agosto 1966 è una di quelle entrate nella storia del Palio di Siena per via degli episodi che caratterizzarono la carriera: a partire dalla sfida a colpi di nerbate con Giuseppe Gentili detto Ciancone, fino alle squalifiche che coinvolsero due contrade.
In un clima di tensione dovuto all'annullamento della prima mossa, si passò all'apertura della seconda busta che stabiliva l'ordine d'ingresso al canape. Il nuovo ordine prevedeva l'Onda, con Sambrina montata da Ciancone, di rincorsa; la partenza sembra corretta e valida, si completa addirittura il primo giro di Piazza proprio con Ciancone in testa. Poco prima dell'inizio del secondo giro viene però sparato il mortaretto: è il segnale che indica l'annullamento della mossa e impone il reallineamento dei cavalli ai canapi.
La sorpresa fu tanta, così come la tensione accumulata. A ciò si aggiunse anche il fatto che il fantino della Torre, Costantino Giuggia detto Morino IV, era caduto alla prima curva del Casato ed era, si disse, già stato trasportato in ospedale. Ciò impediva alla Torre di correre il Palio: seguì quindi l'invasione di pista dei torraioli, che portò al rinvio del Palio al giorno seguente. Solo successivamente al rinvio si scoprì che Morino non era stato trasportato in ospedale.
Il giorno seguente si riproposero gli stessi problemi: varie mosse annullate, e si arrivò ad aprire una nuova busta. Proprio durante le fasi della mossa, Eletto Alessandri detto Bazza, fantino del Drago, s'infortunò ad una spalla in seguito ad una caduta e non poté correre. I problemi ai canapi continuarono, e si aprì la terza busta. Si riuscì finalmente a partire, ed in testa scattò ancora una volta l'Onda con Ciancone, seguita dalla Chiocciola di Canapetta. Dopo la prima curva di San Martino Canapetta si portò in testa, con alle spalle Ciancone. Tra i due fantini la sfida divenne accesissima, e proseguì a colpi di nerbate fino all'ultima curva del Casato. La Chiocciola resistette in testa, e vinse proprio davanti all'Onda.
Dopo il Palio vennero squalificate Montone (un Palio) e Torre (due Palii), per via degli incidenti causati dai propri contradaioli rispettivamente nel corso della terza prova e dell'invasione di pista.

## Iltrise la crisi
Due anni dopo l'esaltante vittoria del 1966, Canapetta si ripeté sempre sotto i colori della Chiocciola, montando Selvaggia. Fu però l'inizio di un lento declino per il fantino. Nel corso degli anni settanta fu vittima di episodi sfortunati in Piazza del Campo: nel 1970, 1971 e 1972 cadde, così come nell'agosto 1973, proprio quando era vicino alla quarta vittoria. Chiuse la carriera senese nel luglio 1975, sotto i colori del Drago. Gli anni seguenti furono segnati da periodi difficili, nei quali fu sempre aiutato dal suo amico, ed ex rivale di Piazza, Leonardo Viti detto Canapino.
Canapetta morì a soli cinquantasei anni, nel 1992. Con sette presenze, è il fantino che vanta più presenze al Palio di Siena per la Chiocciola.

## Presenze al Palio di Siena
Le vittorie sono evidenziate ed indicate in neretto.
| Palio             | Contrada     | Cavallo        | Note   |
| ----------------- | ------------ | -------------- | ------ |
| 2 luglio 1959     | Onda         | Dorico         |        |
| 2 luglio 1960     | Tartuca      | Rosella        |        |
| 4 settembre 1960  | Lupa         | Elena de Mores |        |
| 5 giugno 1961     | Tartuca      | Serenella      |        |
| 2 luglio 1961     | Lupa         | Isabella       |        |
| 16 agosto 1961    | Lupa         | Briosa         |        |
| 2 luglio 1962     | Tartuca      | Daria          |        |
| 16 agosto 1962    | Drago        | Beatrice       |        |
| 16 agosto 1963    | Valdimontone | Beatrice       |        |
| 2 luglio 1964     | Tartuca      | Topolone       |        |
| 16 agosto 1964    | Istrice      | Beatrice       |        |
| 2 luglio 1965     | Tartuca      | Gabria         | scosso |
| 16 agosto 1965    | Giraffa      | Irma           |        |
| 2 luglio 1966     | Giraffa      | Falco          |        |
| 17 agosto 1966    | Chiocciola   | Beatrice       |        |
| 2 luglio 1967     | Lupa         | Danubio        | scosso |
| 16 agosto 1967    | Lupa         | Eroe           |        |
| 24 settembre 1967 | Torre        | Giuditta       |        |
| 2 luglio 1968     | Chiocciola   | Selvaggia      |        |
| 16 agosto 1968    | Chiocciola   | Archetta II    | scosso |
| 16 agosto 1969    | Chiocciola   | Gabria         |        |
| 21 settembre 1969 | Chiocciola   | Morgana        |        |
| 2 luglio 1970     | Torre        | Vandala        |        |
| 16 agosto 1970    | Torre        | Sambrina       | scosso |
| 16 agosto 1971    | Chiocciola   | Pelè           | scosso |
| 2 luglio 1972     | Torre        | Pedula         | scosso |
| 16 agosto 1972    | Selva        | Manon          |        |
| 17 settembre 1972 | Torre        | Pitagora       | scosso |
| 2 luglio 1973     | Chiocciola   | Satiro         |        |
| 16 agosto 1973    | Torre        | Marco Polo II  | scosso |
| 16 agosto 1974    | Drago        | Manon          |        |
| 2 luglio 1975     | Drago        | Ringo          |        |

## Fonti
- Roberto Filiani, "Daccelo!" - Cronache, personaggi e numeri di un secolo di palio, Siena, Computer Copy, 2000.
- Articolo di Roberto Filiani, tratto da "Il Carroccio", su ilpalio.org.